# Konstantinov edikt
Konstantinov edikt je pravni dokument kojem je 7. ožujka 321. godine rimski car Konstantin I. Veliki uveo venerabilis die Solis (lat. "časni dan Sunca"), nedjelju kao građansku instituciju, zakonski, naredio njezino svetkovanje, te zabranio bilo kakve građanske ili obrtničke poslove u taj dan.

## Tekst izvornika i njegov prijevod
Ovako glasi tekst izvornika (na latinskom jeziku):
"IMPERATOR CONSTANTINUS AUG. HELPIDIO: OMNES JUDICES, URBANAEQUE PLEBES ET CUNCTARUM ARTIUM OFFICIA VENERABILI DIES SOLIS QUIESCANT. RURI TAMEN POSITI AGRORUM CULTURAE LIBERE LICENTERQUE INSERVIANT, QUONIAM FREQUENTER EVENIT, UT NON APTIUS ALIO DIE FRUMENTA SULCIS AUT VINEAE SCROBIBUS MANDETUR, NE OCCASIONE MOMENTI PEREAT COMMODITAS COELESTI PROVISIONE CONCESSA."
Hrvatski prijevod:
"Uzvišeni car Konstantin Helpidiju: U časni dan Sunca svi suci, gradski službenici i ljudi u gradovima se trebaju odmarati, a sve radionice trebaju biti zatvorene. Na selu, međutim, oni koji se bave zemljoradnjom mogu slobodno i zakonito nastaviti sa svojim običnim poslom, jer često se dogodi da drugi dan nije tako pogodan za sijanje ili rad u vinogradu, pa bi zanemarivanjem iskorištavanja pogodnih trenutaka mogli propasti darovi koje nam nebo daje."

## Poveznice
- Promjena dana Gospodnjeg sa subote na nedjelju
- Sol Invictus